# Hyloscirtus denticulentus
Espèce
Synonymes
- Hyla denticulenta Duellman, 1972

Statut de conservation UICN

 VU  : Vulnérable
Hyloscirtus denticulentus est une espèce d'amphibiens de la famille des Hylidae.

## Répartition
Cette espèce est endémique de Colombie. Elle se rencontre entre 1 630 et 2 400 m d'altitude sur le versant Ouest de la cordillère Orientale, dans les départements de Boyacá et de Santander,.

## Publication originale
- Duellman, 1972 : A review of the neotropical frogs of the Hyla bogotensis group. Occasional Papers of the Museum of Natural History, University of Kansas, no 11, p. 1-31 (texte intégral)